# Bobby Daring Sings Ray Charles
| Recensione | Giudizio |
| ---------- | -------- |
| AllMusic   |          |

Bobby Darin Sings Ray Charles è un album del cantante pop statunitense Bobby Darin, pubblicato dalla Atco Records nell'aprile del 1962.

## Tracce

### LP
(1962, Atco Records, 33-140/SD 33-140)
Lato A
Testi e musiche di Ray Charles, eccetto dove indicato.
1. What'd I Say – 4:03 – Registrato il 7 novembre 1961 a Hollywood, California
2. I Got a Woman – 6:27 (A. Nugetre) – Registrato il 14 novembre 1961 a Hollywood, California
3. Tell All the World About You – 1:50 (Ray Charles, Percy Mayfield) – Registrato il 7 novembre 1961 a Hollywood, California
4. Tell Me How Do You Feel – 2:46 – Registrato il 7 novembre 1961 a Hollywood, California
5. My Bonnie – 2:30 – Registrato il 7 novembre 1961 a Hollywood, California

Durata totale: 17:36
Lato B
Testi e musiche di Ray Charles, eccetto dove indicato.
1. The Right Time – 3:25 (Nappy Brown, Ozzie Cadena, Lew Herman) – Registrato l'8 novembre 1961 a Hollywood, California
2. Hallelujah I Love Her So – 2:50 – Registrato il 10 novembre 1961 a Hollywood, California
3. Leave My Woman Alone – 3:10 – Registrato il 10 novembre 1961 a Hollywood, California
4. Ain't That Love – 2:53 – Registrato il 10 novembre 1961 a Hollywood, California
5. Drown in My Own Tears – 3:18 (Henry Glover) – Registrato l'8 novembre 1961 a Hollywood, California
6. That's Enough – 2:18 – Registrato il 14 novembre 1961 a Hollywood, California

Durata totale: 17:54

## Formazione
- Bobby Darin – voce
- Jimmy Haskell – arrangiamenti, direzione musicale
- René Hall – chitarra
- Glen Campbell – chitarra
- Red Callender – contrabbasso
- Ray Johnson – pianoforte
- Nino Tempo – sassofono tenore
- Plas Johnson – sassofono tenore
- Earl Palmer – batteria
- Richie Frost – batteria
- The Blossoms (Darlene Love, Fanita James, Gloria Jones) – cori[1]

### Produzione
- Ahmet Ertegun – produzione, supervisione
- Loring Eutemey – design copertina album originale
- Leonard Feather – note retrocopertina album originale[4]

## Classifica
Album
| Anno | Classifica    | Posizione raggiunta |
| ---- | ------------- | ------------------- |
| 1962 | Billboard 200 | 96                  |

## Classifica singoli
Singoli
| Anno | Titolo del brano | Classifica | Posizione raggiunta |
| ---- | ---------------- | ---------- | ------------------- |
| 1962 | What'd I Say     | Hot 100    | 24                  |